# 潍坊站
潍坊站，位于中华人民共和国山东省潍坊市潍城区，是胶济铁路、胶济客运专线上的火车站，建于1902年（始称潍县站），由中国铁路济南局集团青岛西车务段管辖。
本站亦为坊子支线的接轨车站。

## 車站構造

### 北站房
2007年，新建成以蝴蝶风筝为元素的新站房，使北站房成为世界风筝之都——潍坊的标志性建筑之一。
自2020年12月31日起，北站房检票口变更布置如下：
- 北一楼候车室4号检票口 (东行列车，胶济客运专线下行方向)
- 北二楼候车室5号检票口 (西行列车，胶济客运专线、胶济铁路上行方向，部分车次同时于南二楼候车室3号检票口检票)
- 北二楼候车室6号检票口 (西行列车，胶济客运专线、胶济铁路上行方向，部分车次同时于南二楼候车室2号检票口检票)

### 南站房

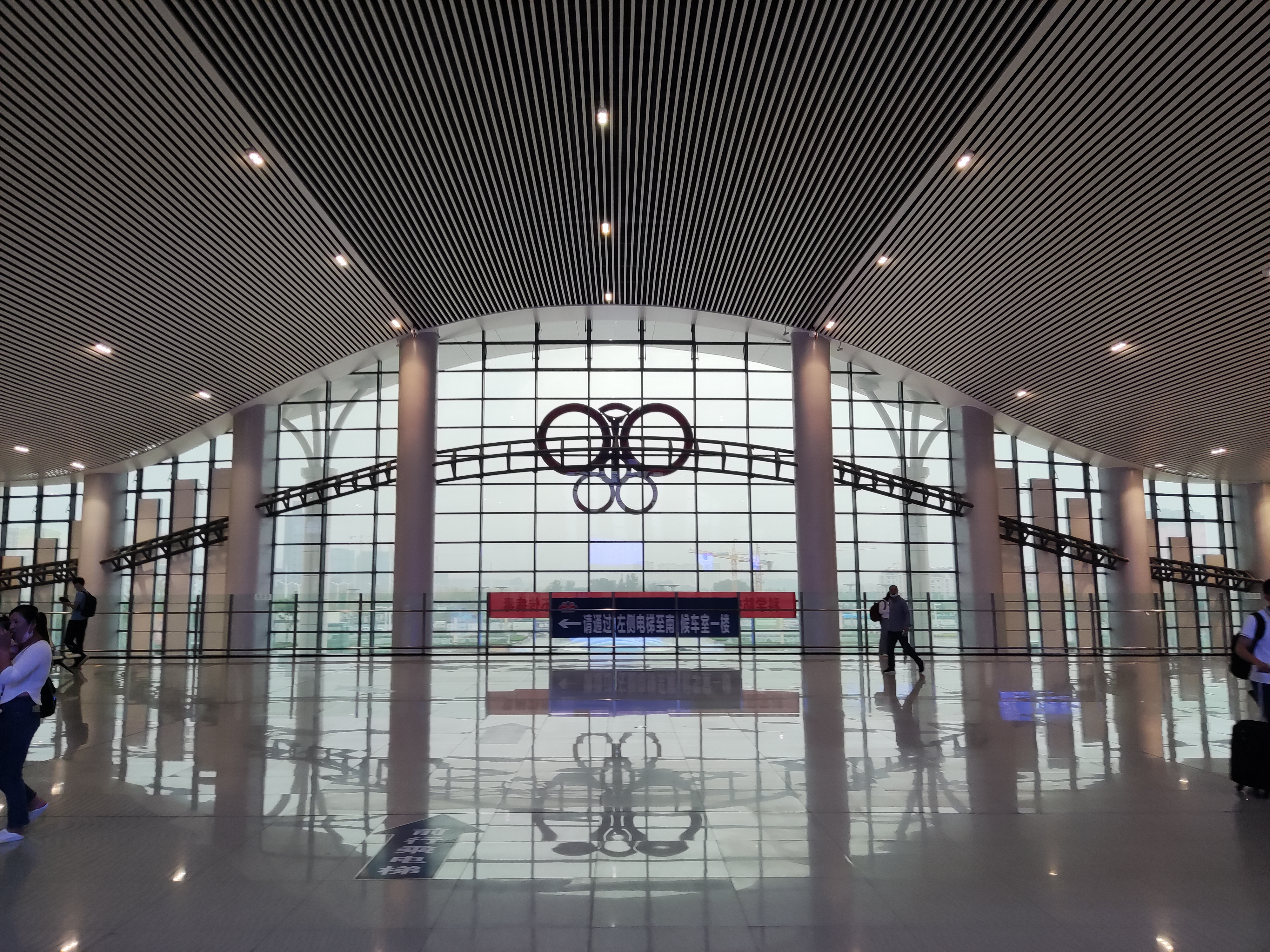
南站房候车室二楼

2018年10月，新建南站房及客运设施改造工程开工，计划工期18个月。施工负责方为中铁十局。
南站房采用与北站房相呼应的蝴蝶造型，设计总建筑面积25495.94平方米，建筑高度24.8米，站房采用钢筋混凝土框架结构，主体地上二层，局部地下一层。客运设施方面，旅客天桥接长28.57m，旅客地道接长27.32m，行包地道接长67m。建成后，潍坊站最高容纳乘客将从3500人提升至8000人。
2019年9月6日，南站房主体施工全部完成，正式进入装饰装修阶段。
2020年12月31日0时，南站房正式启用，投入运营。南、北广场实现同时进出站。原天桥已改造为连接南、北站房二层的通道，实现两站房内部互通。在原天桥西侧设立了新的进站天桥，天桥两端连接4个检票口（南、北站房各设2个），并设扶梯和直梯通向各站台。
南站房检票口布置如下：
- 南一楼候车室1号检票口 (西行列车，胶济铁路上行方向)
- 南二楼候车室2号检票口 (西行列车，胶济客运专线、胶济铁路上行方向，部分车次同时于北二楼候车室6号检票口检票)
- 南二楼候车室3号检票口 (西行列车，胶济客运专线、胶济铁路上行方向，部分车次同时于北二楼候车室5号检票口检票)

### 动车组存车线

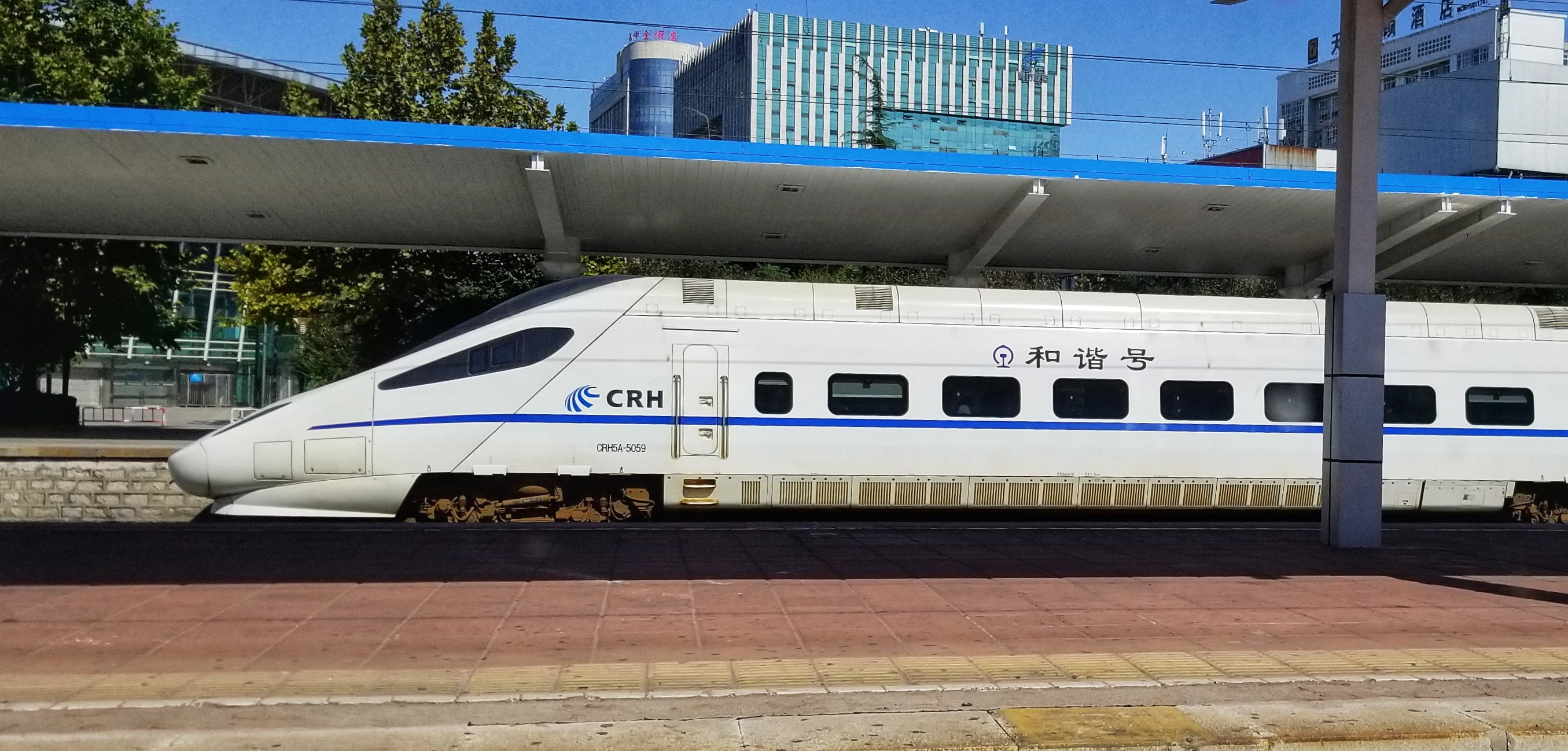
车站站台

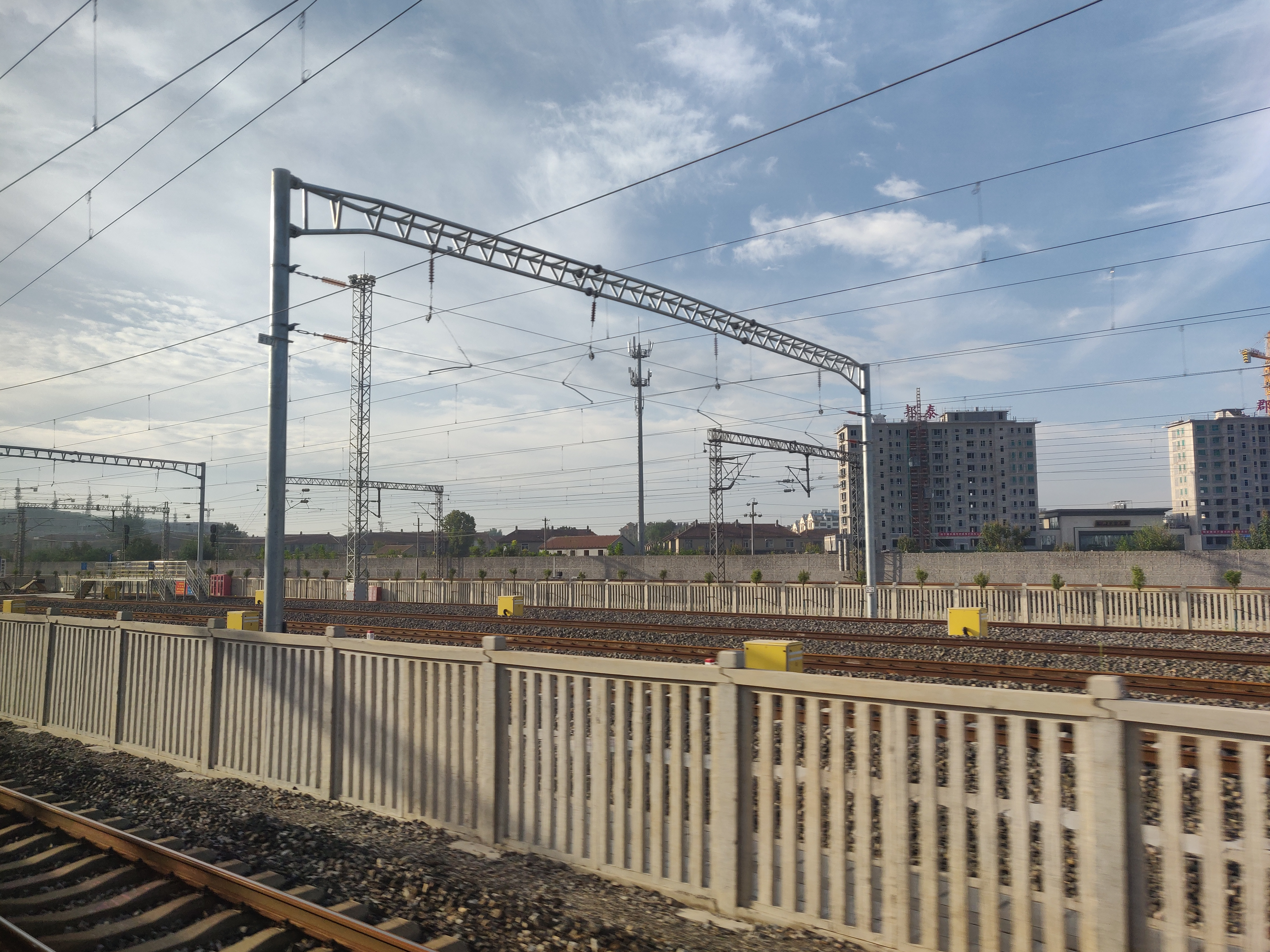
存车场内部

潍坊站的出行需求非常高，旅客发送量仅次于济南站（2018年数据）。每日列车开行虽然高达103.5对，但是没有一列始发终到列车，运力紧张的局面持续了许久。
2016年7月开始，潍坊站新增0.5对前往北京南站的始发列车“潍坊号”（G176次）。根据运行安排，列车从青岛北动车运用所空车运行至潍坊站后上客继续运行至北京南站，返程列车直接运行至青岛，不终到潍坊。这亦侧面暴露潍坊站没有完全接发始发终到动车组能力的短板。
2018年2月26日，济南局集团批复立项潍坊火车站增设动车存车线工程。根据规划，潍坊站东侧白浪河东岸胶济客专与胶济线的夹心地带将新建2条8节动车组存车线及2条16节动车组存车线，并利用潍坊站东咽喉现有牵出线接轨入站，总投资7000万元。同年10月31日，存车线工程通过验收。11月11日，存车线投入运营。11月13日，潍坊站新增3对往返青岛、烟台、济南西/大明湖的始发终到动车组列车。

## 歷史
- 建于1902年。
- 2015年2月4日，推出“蝶韵情”服务品牌。

## 車站周邊
- 潍坊地一大道民俗工艺品批发商城
- 潍坊公路客运总站
- 齐鲁时代美术馆
- 潍城文化图书城
- 潍坊客运总站向阳路分站
- 人民公园
- 南关街道办事处

## 外部連結
- 中国铁路客户服务中心 （页面存档备份，存于）